# Mario Angelucci
Mario Angelucci (Spello, 3 gennaio 1903 – Perugia, 7 aprile 1965) è stato un politico italiano.

## Biografia
Giovane socialista, divenne comunista nel 1921 alla fondazione del partito.
Perseguitato dai fascisti e costretto a trasferirsi a Roma, si diede ad organizzare i comunisti umbri che ebbe modo di avvicinare nella capitale. Finì davanti al Tribunale speciale che, nel 1927, lo condannò a sette anni di reclusione.
Dopo essere stato in carcere sei anni, Angelucci fu inviato al confino e, quando fu libero per amnistia, si trasferì ad Ivrea. Un breve periodo di lavoro all'Olivetti e poi, nel 1940, un nuovo arresto e una nuova condanna (a un anno e sei mesi) del Tribunale speciale.
Dopo l'8 settembre 1943, l'operaio umbro entra a far parte del CLN di Ivrea e, quale membro della Giunta militare, organizza le prime formazioni partigiane nel Canavese e in Valle d'Aosta, e dirige gli scioperi del novembre-dicembre 1943 e quelli del marzo 1944.
Dopo la Liberazione, Angelucci torna in Umbria a dirigere la Federazione comunista di Perugia. Vi presiede l'Amministrazione provinciale ed è eletto deputato al Parlamento per tre Legislature. A Perugia, che gli ha dedicato una via, Mario Angelucci è stato anche presidente dell'ANPI.